# Дронівка
Дро́нівка — село Сіверської міської громади Бахмутського району Донецької області, Україна.
Населення становить 613 осіб.
За 50 км на північ від міста Бахмут, понад Донецькою залізницею розташоване село Дронівка. В селі є клуб, початкова школа, бібліотека, фельдшерський пункт, пошта та кілька магазинів.

## Історія

### Перші спогади
Село Дронівка розташовано між двома річками: Бахмутка та Сіверський Донець. Місцевість, де розташована Дронівка, відома в історії України. Тут у 1571 році Московський уряд утворив 7 донецьких сторож, щоби пильнувати за переходом татар.
В 1740 році для пошуку срібних скарбів в дикий Бахмутський степ приїздила експедиція білгородських купців І.Морозова, Г.Фефелова та інших. Вона дослідила район Сіверського Дінця. Пошуки руд у Бахмутській провінції зацікавили Бергколегію. Сюди в 1744 році, був направлений учений з Німеччини Густав Рейзер. Прибув він до Бахмута, звідти в супроводі солдат і працівників приїхав на Донець, до гирла річки Бахмутка, дослідив і наніс цей район на план під назвою «Річки Донець і Бахмутка в провінції Бахмутській».
В другій половині XVIII століття Московська держава почала заселяти південні кордони, щоб створити охоронну смугу від нападу татарів. Лівий берег Сіверського Дінця був заселений містечками: Маяки, Райгородок, Ямпіль, Сухареве містечко і на правому березі Закітне, Крива Лука.
Є легенда про перших поселенців села. Розповідають, що пан, який жив у Закітному, щоліта посилав чотирьох пастухів, молодих хлопців пасти табун коней на острів у гирлі річки Бахмутка. Так було кілька років, на зиму коней гнали назад у село. Пізніше пан збудував стайню, вівчарню та почав тримати худобу не лише влітку, а й узимку. Хлопці підросли, стали дорослими та одружилися. Так і з'явились перші хати поселенців села. Це Прусаченки, Дроботенки, Чередніченки та Світайли. По усному переказу хутір назвали Дранівка на честь козацького отамана Семена Драного, який очолив козаків у Булавінському повстанні в 1708 році. В урочищі Крива Лука вони вели бій із царськими військами Петра І, де Драний загинув, а козаки вивезли його тіло з поля бою та тут, на березі Дінця, поховали. Назва Дранівка також писалась у такому викляді на військових картах в часи війн. Пізніше змінилася на Дронівка.
По розповідям старожилів, після реформи 1861 р. селяни Дронівки викупили в кредит у пана землю і господарювати на ній. Згідно зі списком населених місць Харківської губернії, Ізюмського повіту, виданим у Санкт-Петербурзі 1869 року, Дронівка була приватним селом, у ньому було 18 дворів і 112 жителів. Земля біля села належала, крім селян, поміщикам Сумцову, Ягоренку й іншим. Селяни мали дві та менше десятини землі на душу.
У 90 роках XIX століття та пізніше мешканці села ходили за десять верст на заробітки до Кам'янської казенної зрошувальної дільниці, де керівником був Монтиграс. В 1917 р. у селі проживало 60-70 сімей. В 1930 р. у селі організували колгосп, у який об'єднали більше 90 сімей, у ньому було 800 гектарів землі, трактор «Фордзон», 80 коней, плуги та борони.
Село постраждало внаслідок геноциду українського народу, вчиненого урядом СРСР у 1932-1933 роках, кількість встановлених жертв — 37 людей.

### Друга світова війна
Серед місцевих на війну пішло 105 селян, із них 89 загинуло. У жовтні 1941 року село було окуповане нацистами. У Дронівці є братня могила воїнів (пам'ятник 1984 р.) та могила воїна С. П. Жуловського 1943 р. (пам'ятник 1965 р.).

### Сьогодення
Щороку на береги Дінця в Дронівку приїздять на відпочинок тисячі туристів, рибалок, грибників, дітей і батьків в оздоровчі табори, туристичні бази. Художній колектив місцевого будинку культури щорічно організовує свята на березі річки: День молоді та Івана Купала, участь в яких беруть художні гуртки району та навіть області.
Майже двадцять років у село приїздили бахмутські археологи на чолі з С. Й. Татариновим, які робили розкопки. Знайдені скарби зараз експонуються в Бахмутському історико-краєзнавчому музеї. Завдяки дослідженням дореволюційних, радянських та український археологів М. В. Сібілева, О. С. Федоровського, Д. Я. Телегіна, В. О. Городцова, С. Й. Татаринова доведено, що виявлене поселення на берегах тутешньої річки відносяться до 2 — 1 тис. до н. е.

### Російсько-українська війна
Під час російської навали в травні 2022 року ворог спробував форсувати Сіверський Донець у декількох місцях. Зокрема, в травні 2022 року понтонні переправи були наведені через річку поблизу Дронівки (48°56′19″ пн. ш. 38°03′37″ сх. д. / 48.938486° пн. ш. 38.060246° сх. д. або 48°56′18″ пн. ш. 38°03′36″ сх. д. / 48.938332° пн. ш. 38.059901° сх. д.) та Білогорівки. Вже до 12 травня 2022 наведені переправи були розбиті, а російські загарбники знищені українською артилерією та зазнали значних втрат.

## Населення
Згідно з переписом УРСР 1989 року чисельність наявного населення села становила 708 осіб, із яких 310 чоловіків та 398 жінок.
За переписом населення України 2001 року в селі мешкало 613 осіб.

### Мова
Розподіл населення за рідною мовою за даними перепису 2001 року:
| Мова       | Відсоток |
| ---------- | -------- |
| українська | 83,69 %  |
| російська  | 15,99 %  |
| білоруська | 0,33 %   |

## Символіка

### Герб
"Щит двічі перетятий зеленим, лазуровим і чорним. У першій частині справа золота дубова гілка з такими ж листами і жолудями. У трикутній вільній частині зліва золоте сонце, що виходить справа, без зображення обличчя, що випускає такі ж промені. У третій частині справа золотий соняшник із чорною серцевиною, а зліва - золотий колос у перев'яз зліва. Вузька глава дев'ятиразово розтята чорним і золотим."
Нижня смуга — чорного кольору — символізує родючу землю. Середня смуга — лазурового кольору — символізує річку Сіверський Донець. Верхня смуга — зеленого кольору, символ зелених лісових масивів, що розкинулися на території Дронівської громади.
Колосок пшениці та суцвіття кошику соняшників символізують основні сільськогосподарські культури.
Схід сонця символізує перспективний розвиток суспільства; в гілка дуба — символ дубового лісу.

### Прапор
"Прямокутне полотнище із співвідношенням сторін 2:3 складається з трьох горизонтальних смуг зеленого, блакитного та чорного кольорів у співвідношенні 3:2:1. З верхнього краю зеленої смуги виходить жовте сонце, що випромінює жовті промені."
Зелений— колір надії, радості і здоров'я, лісових багатств. Синій — колір вірності, чесності, бездоганності, символізує річку Сіверський Донець, яка об'єднала на своїх берегах населення громади. Чорний колір символізує силу, символ родючості землі. Сонце — символ життєвої енергії, краси, безсмертя, гармонії.

## Пам'ятки
Поряд з селом розташований ботанічний заказник місцевого значення «Конвалієва діброва».

## Світлини

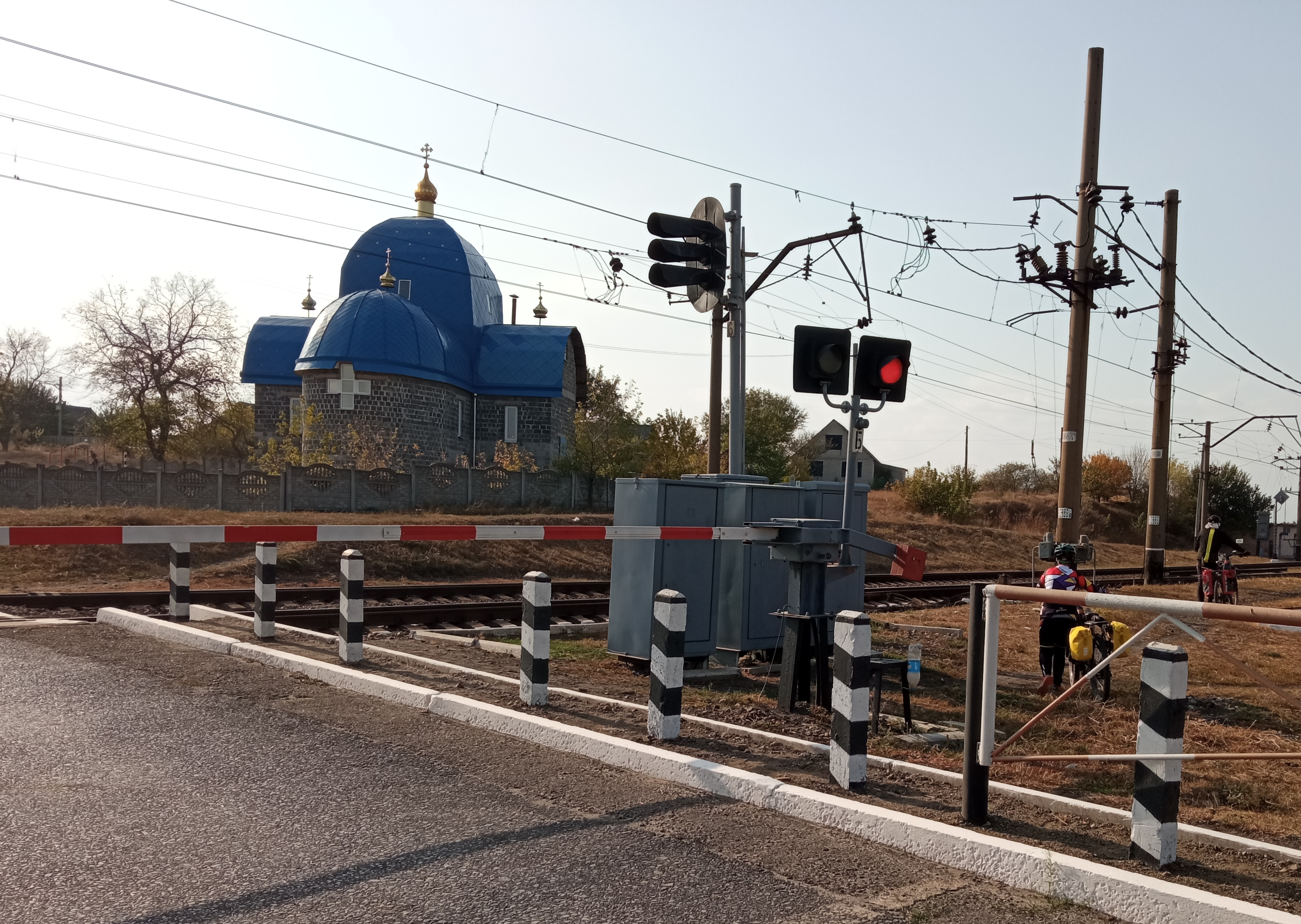
Місцевий храм і залізничний переїзд
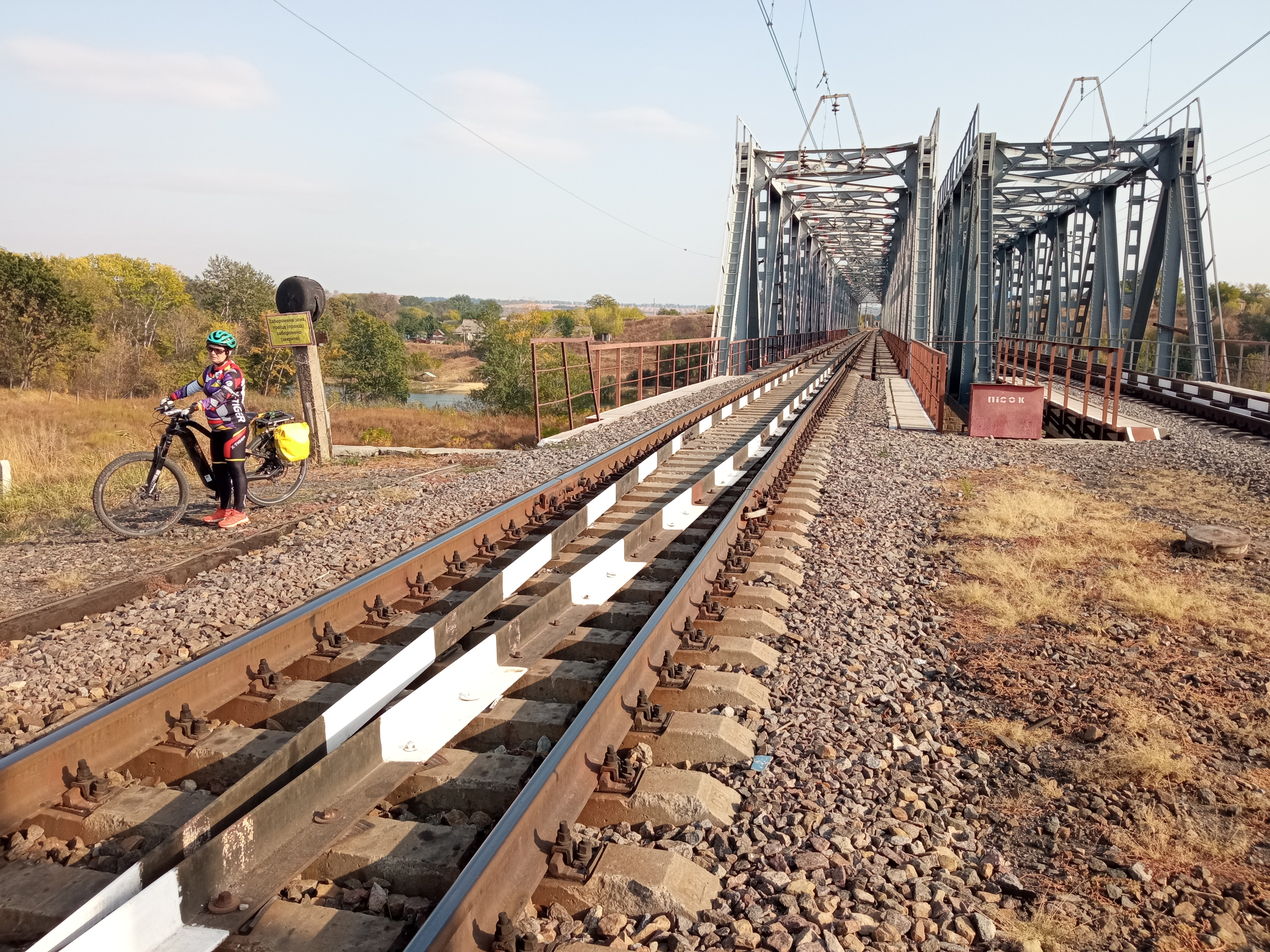
Залізничний міст через річку
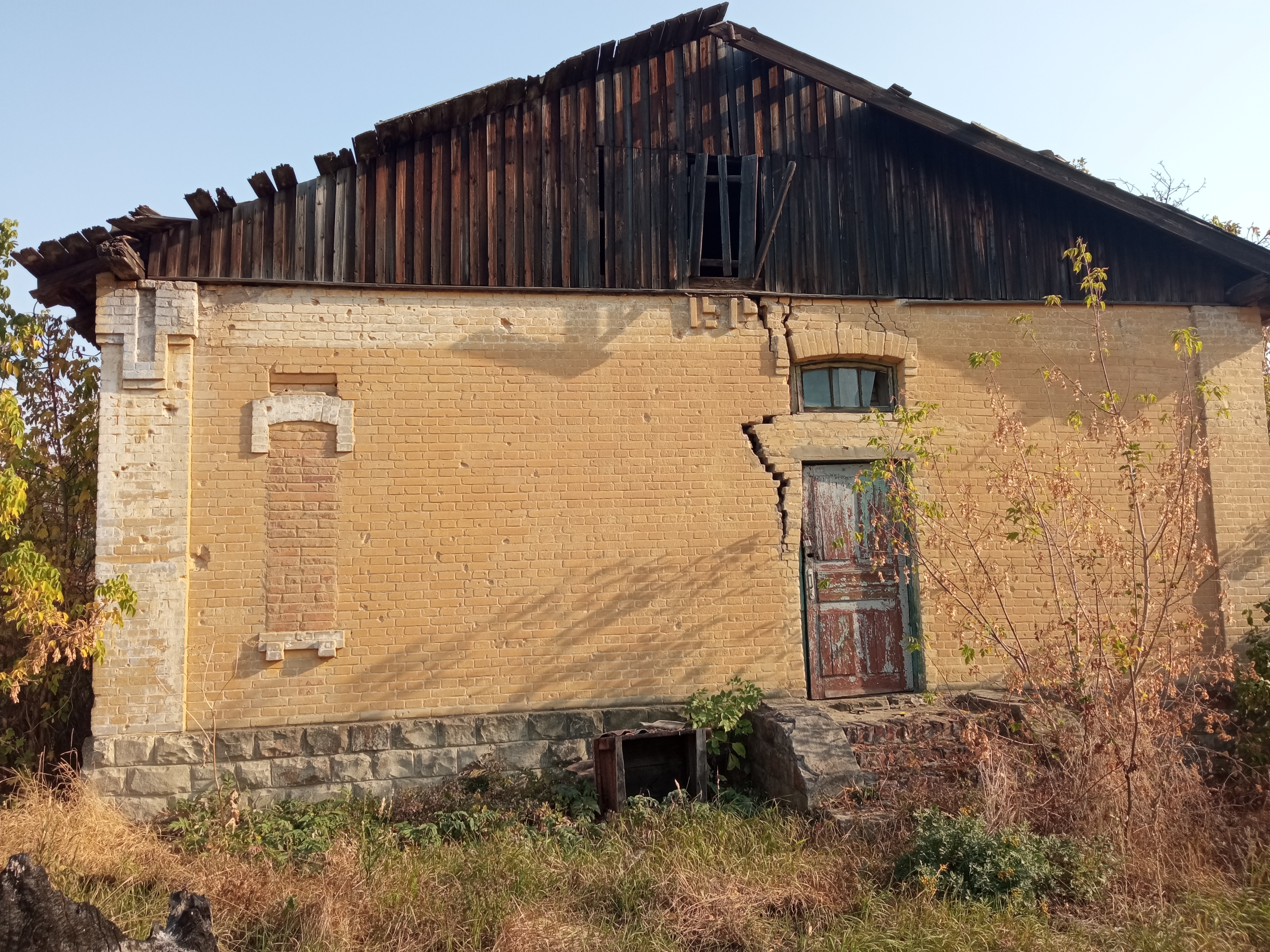
Технічна будівля залізниці 1910 року
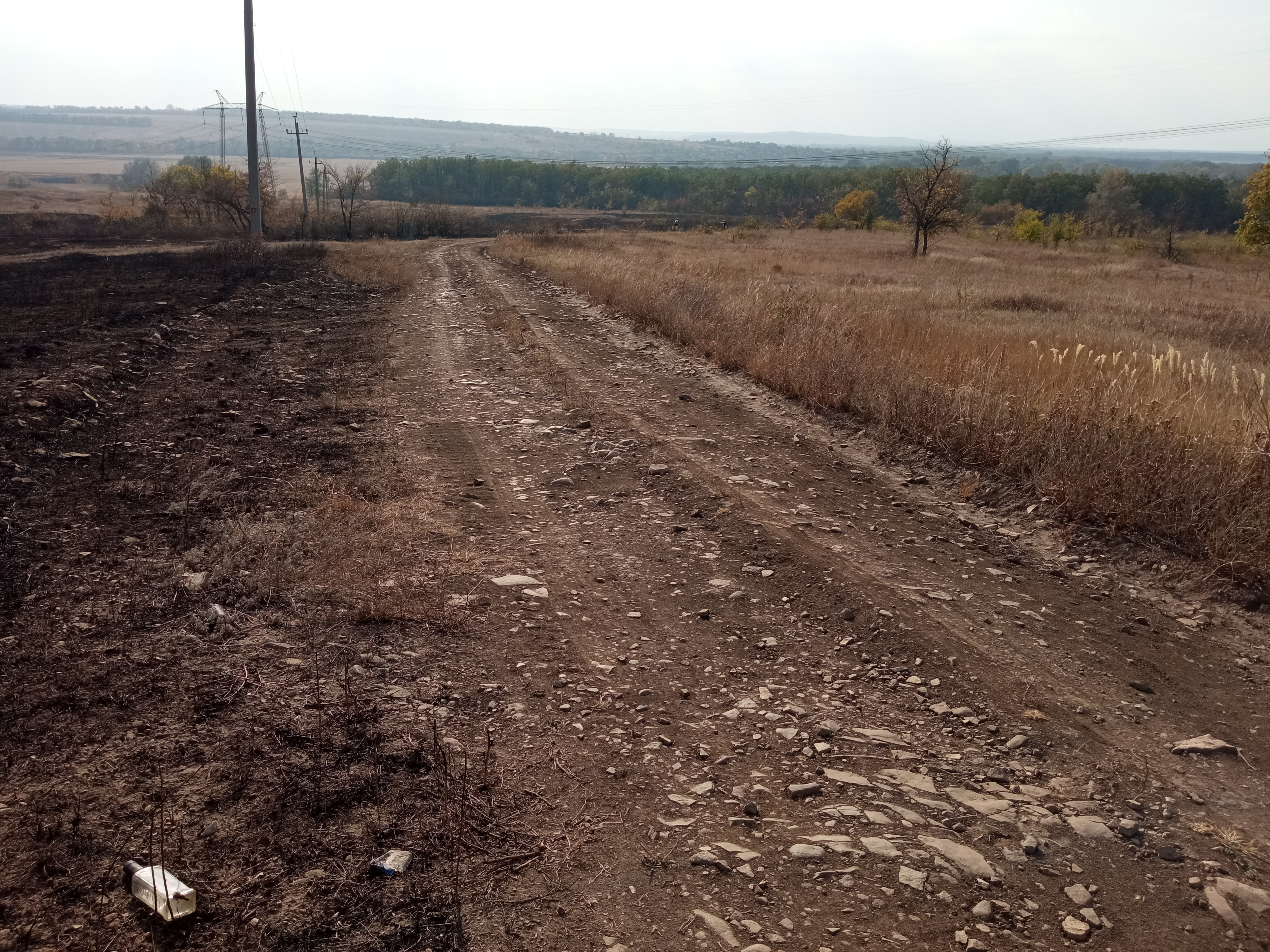
Околиці села